# Knärötter
Knärötter (Goodyera) är ett släkte av orkidéer. Knärötter ingår i familjen orkidéer. Släktet är representerat i alla världsdelar utom Antarktis och totalt finns ca 90 arter beskrivna. Den enda arten i Sverige är knärot. Släktnamnet hedrar den engelske botanisten John Goodyear.
Kännetecknande för knärötter är det krypande växtsättet och de vintergröna bladen som sitter i rosetter.

## Bildgalleri

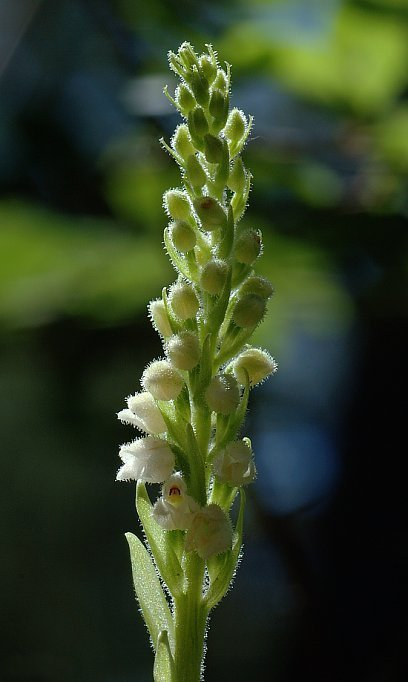
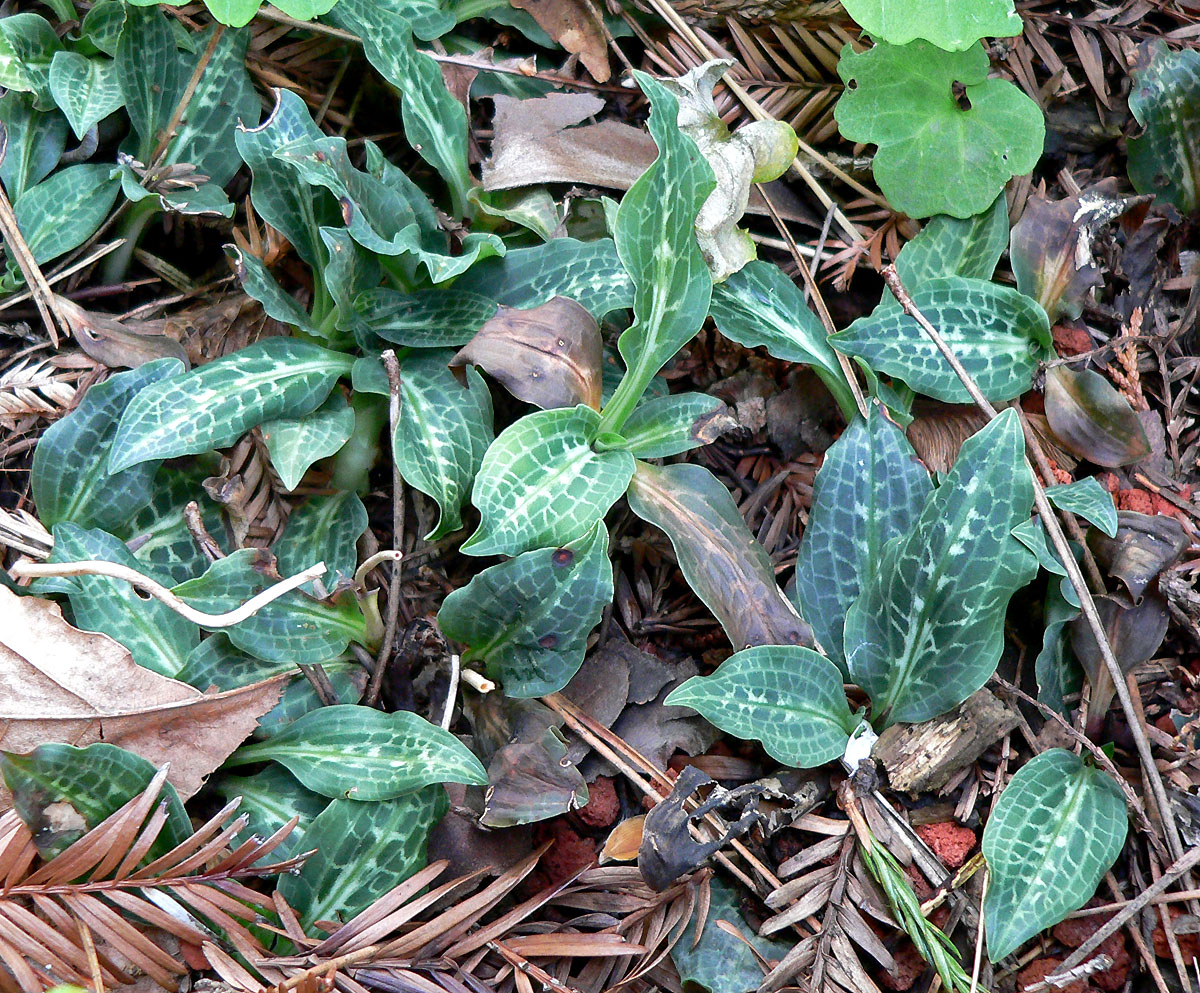
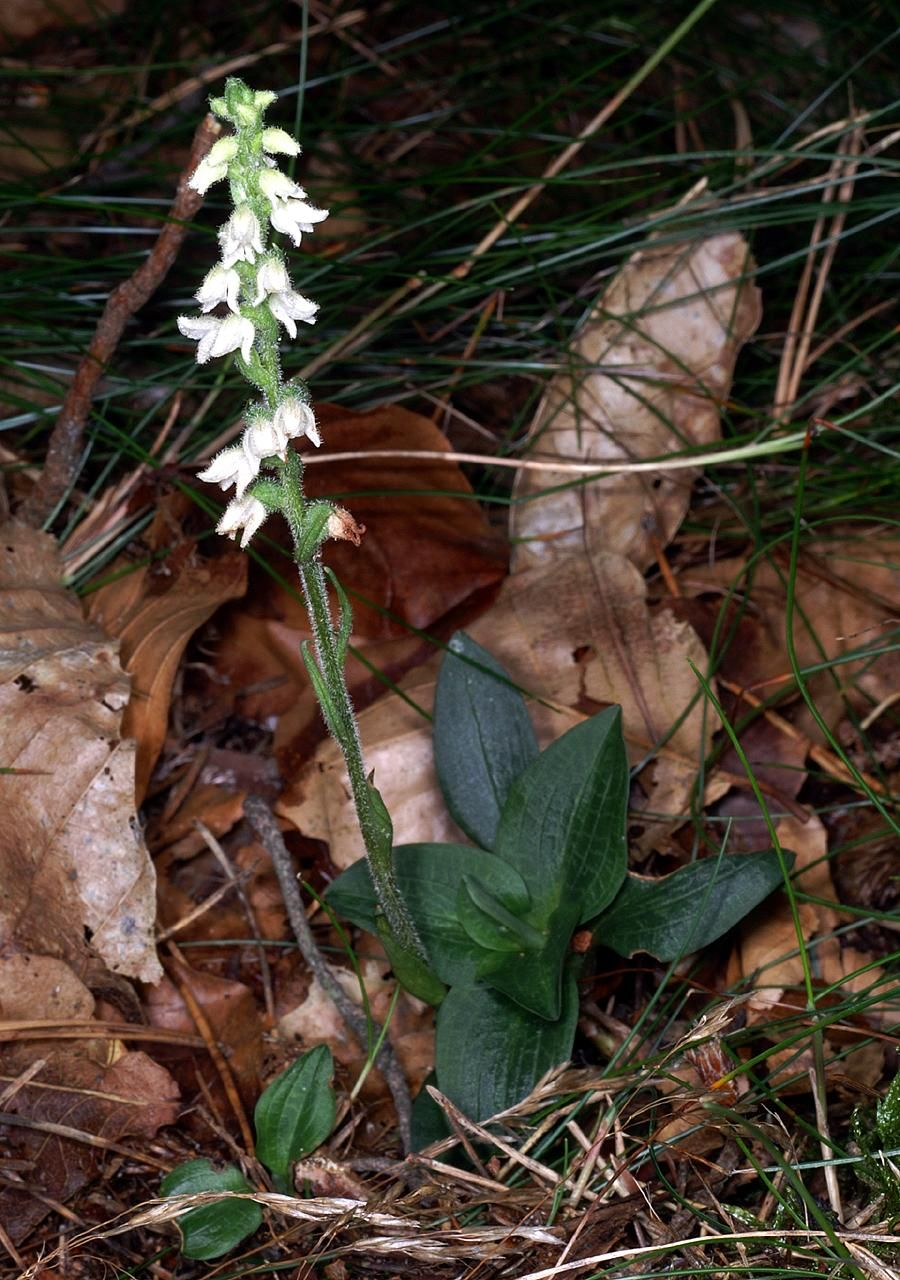
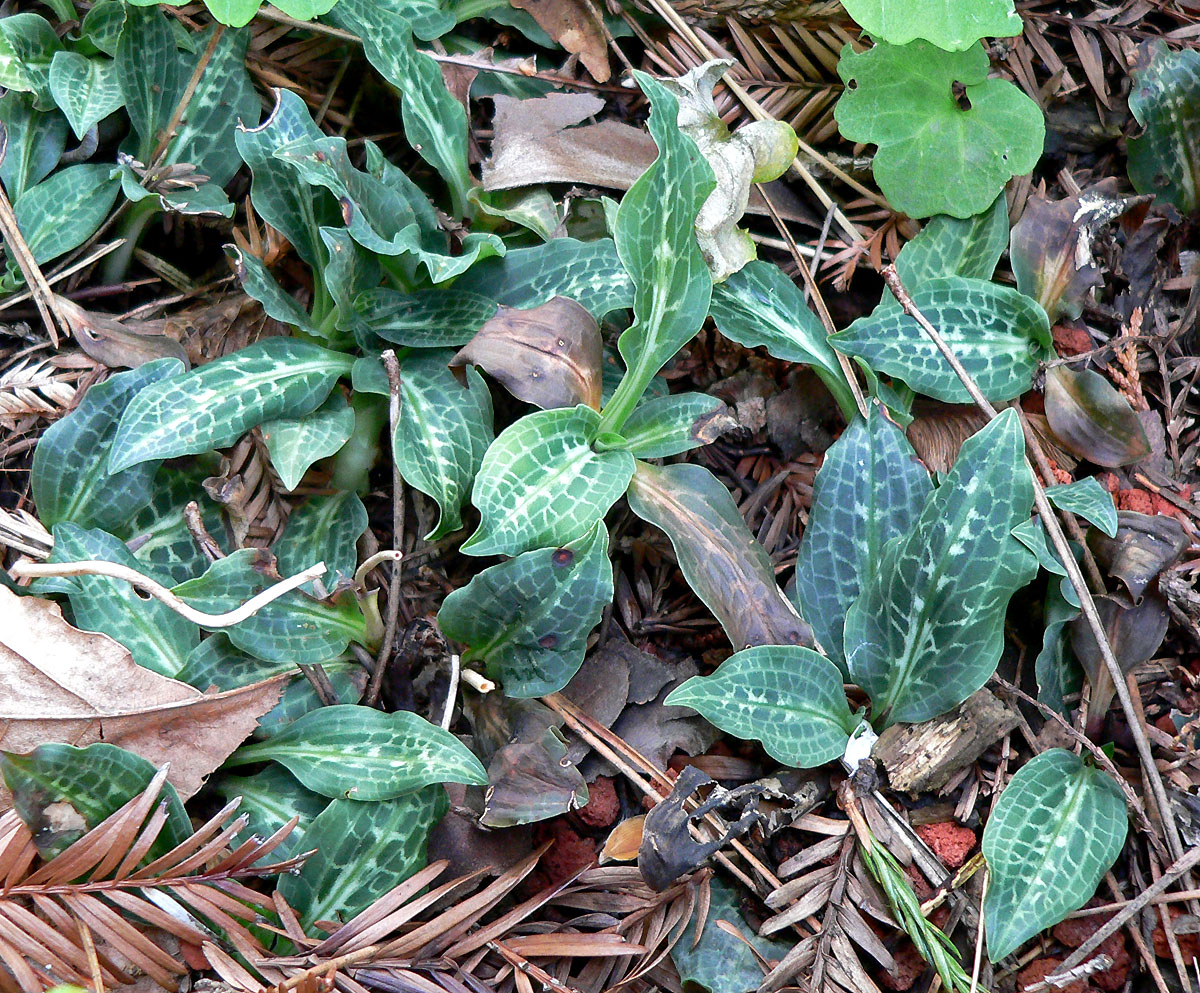
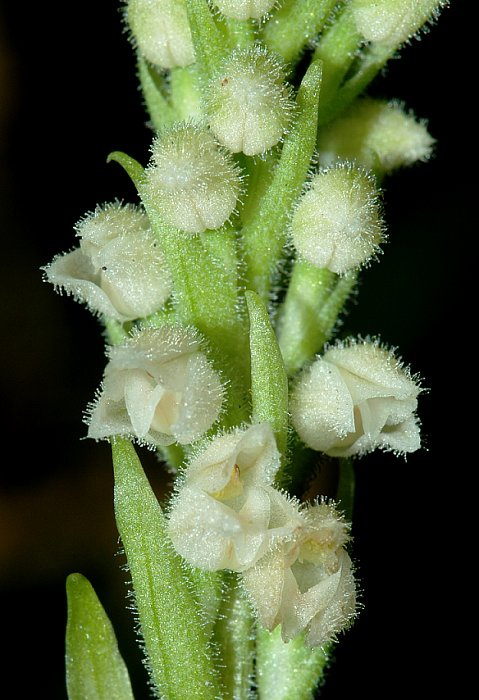
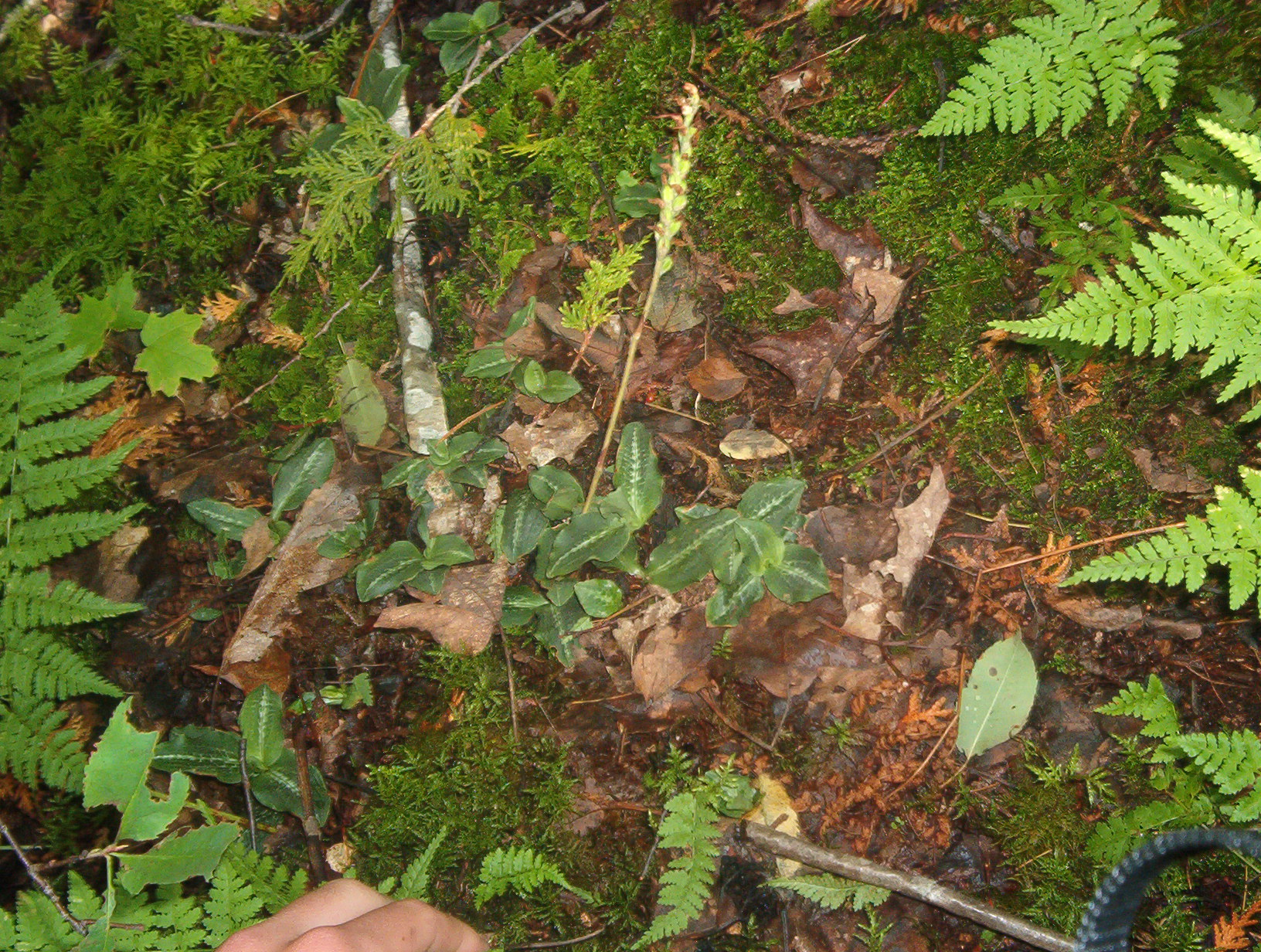

## Dottertaxa till Knärötter, i alfabetisk ordning[1]
- Goodyera afzelii
- Goodyera alveolata
- Goodyera amoena
- Goodyera angustifolia
- Goodyera arisanensis
- Goodyera augustini
- Goodyera beccarii
- Goodyera bifida
- Goodyera biflora
- Goodyera bomiensis
- Goodyera boninensis
- Goodyera brachystegia
- Goodyera bracteata
- Goodyera bradeorum
- Goodyera clausa
- Goodyera colorata
- Goodyera condensata
- Goodyera crocodiliceps
- Goodyera daibuzanensis
- Goodyera denticulata
- Goodyera dolabripetala
- Goodyera dongchenii
- Goodyera elmeri
- Goodyera erosa
- Goodyera erythrodoides
- Goodyera fimbrilabia
- Goodyera flaccida
- Goodyera foliosa
- Goodyera fumata
- Goodyera fusca
- Goodyera gemmata
- Goodyera gibbsiae
- Goodyera goudotii
- Goodyera hachijoensis
- Goodyera hemsleyana
- Goodyera henryi
- Goodyera hispaniolae
- Goodyera hispida
- Goodyera humicola
- Goodyera inmeghema
- Goodyera kwangtungensis
- Goodyera lamprotaenia
- Goodyera lanceolata
- Goodyera luzonensis
- Goodyera macrophylla
- Goodyera major
- Goodyera maurevertii
- Goodyera micrantha
- Goodyera modesta
- Goodyera myanmarica
- Goodyera nankoensis
- Goodyera novembrilis
- Goodyera oblongifolia
- Goodyera ovatilabia
- Goodyera pendula
- Goodyera perrieri
- Goodyera polyphylla
- Goodyera porphyrophylla
- Goodyera procera
- Goodyera pubescens
- Goodyera purpusii
- Goodyera pusilla
- Goodyera ramosii
- Goodyera recurva
- Goodyera repens
- Goodyera reticulata
- Goodyera rhombodoides
- Goodyera robusta
- Goodyera rosea
- Goodyera rostellata
- Goodyera rostrata
- Goodyera rosulacea
- Goodyera rubicunda
- Goodyera ruttenii
- Goodyera schlechtendaliana
- Goodyera scripta
- Goodyera sechellarum
- Goodyera seikomontana
- Goodyera stelidifera
- Goodyera stenopetala
- Goodyera striata
- Goodyera sumbawana
- Goodyera taitensis
- Goodyera tesselata
- Goodyera thailandica
- Goodyera turialbae
- Goodyera ustulata
- Goodyera velutina
- Goodyera venusta
- Goodyera werneri
- Goodyera viridiflora
- Goodyera vitiensis
- Goodyera vittata
- Goodyera wolongensis
- Goodyera wuana
- Goodyera yamiana
- Goodyera yangmeishanensis
- Goodyera yunnanensis
- Goodyera zacuapanensis